# Ghiacciaio Aeronaut
Il ghiacciaio Aeronaut è un ghiacciaio lungo circa 35 km situato nella parte nord-occidentale della Dipendenza di Ross, nell'Antartide orientale. Il ghiacciaio, il cui punto più alto si trova a circa 2450 m s.l.m., si trova nell'entroterra della costa di Borchgrevink, tra i monti Southern Cross e la dorsale Mesa, dove fluisce verso nord-est, partendo da una valle tra la mesa Gair, a ovest, e il monte Carson, a est, e scorrendo ad arrivare a costeggiare il versante settentrionale dei colli Runaway.

## Storia
Il ghiacciaio Aeronaut è stato così battezzato dai membri del reparto settentrionale della spedizione neozelandese di ricognizione geologica antartica svolta nel 1962-63, in onore dello squadrone statunitense VX-6, per il contributo dato dai suoi membri all'esplorazione antartica, e in associazione con il vicino ghiacciaio Aviator ("aeronaut" in inglese significa infatti "aeronauta").